# Tellurowodór
Tellurowodór, tellan, H
2Te – nieorganiczny związek chemiczny telluru i wodoru. Rozpuszczony w wodzie tworzy kwas tellurowodorowy.

## Charakterystyka
Bezbarwny lub bladożółty, palny gaz o odrażającym zapachu podobnym do siarkowodoru. Jest rozpuszczalny w wodzie, w roztworze wodnym tworzy stosunkowo mocny kwas tellurowodorowy (pKa1 2,6).

## Otrzymywanie
Tellurowodór można otrzymać przez syntezę bezpośrednią z pierwiastków w podwyższonej temperaturze:
H
2 + Te → H
2Te
jak również poprzez działanie na tellurki (np. kadmu) kwasem solnym:
CdTe + 2HCl → H
2Te + CdCl
2

## Toksyczność
Tellurowodór jest toksyczny, działa na organizm ludzki podobnie jak inne związki telluru, jest niewiele mniej toksyczny niż selenowodór. Ma wybitnie silne działanie drażniące w stosunkowo niskich stężeniach.

## Zastosowanie
Sam tellurowodór nie ma specjalnego zastosowania, jednak jest stosowany do produkcji innych związków telluru m.in. tellurków (np. elektronika).